# Svoboda (Krasnodar)
|  | Per a altres significats, vegeu «Svoboda». |

Svoboda - Свобода (rus) - és un khútor del krai de Krasnodar, a Rússia. Es troba als vessants septentrionals del Caucas occidental, a la vora esquerra del riu Guetxepsin, afluent del riu Adagum, a 8 km al nord-oest de Krimsk i a 89 km a l'oest de Krasnodar, la capital.
Pertany al municipi de Moldavànskoie.